# Commune fusionnée de Wittlich-Land
La commune fusionnée de Wittlich-Land est une municipalité allemande située dans le land de Rhénanie-Palatinat et l'Arrondissement de Bernkastel-Wittlich.